# Jens Wollenschläger
Jens Wollenschläger (* 1976 in Bad Bergzabern) ist ein deutscher Organist, Komponist, evangelischer Kirchenmusiker und Hochschullehrer.

## Leben und Werk
Jens Wollenschläger wuchs in Landau in der Pfalz auf und studierte Kirchenmusik (A-Examen) an der Hochschule für Musik und Darstellende Kunst in Stuttgart bei Bernhard Haas, Hans Martin Corrinth, Rebecca Maurer und Oleg Maisenberg sowie in der Solistenklasse im Fach Orgel (Konzertexamen mit Auszeichnung) bei Pieter van Dijk an der Hochschule für Musik und Theater Hamburg.
Er hatte einen Lehrauftrag in den Fächern Orgel und Orgelimprovisation an den kirchenmusikalischen Seminaren der Evangelischen Kirche der Pfalz in Speyer und Neustadt an der Weinstraße inne. Er war als Kantor und Organist am Ulmer Münster (Praktikantenstelle) sowie mit einem Teilauftrag als Bezirkskantor in Aalen tätig (Vertretung Orgelausbildung). Jens Wollenschläger war Kantor in Stuttgart-Möhringen, Organist an der dortigen Martinskirche und Leiter der Möhringer Martinskantorei, außerdem Orgelsachverständiger der Württembergischen Landeskirche.
Wollenschläger war u. a. als Cembalist des Stuttgarter Kammerorchesters, des Südwestdeutschen Kammerorchesters Pforzheim und des Barockorchesters der Ludwigsburger Schlossfestspiele tätig. Im Auftrag des Verbands Evangelische Kirchenmusik in Württemberg leitet er darüber hinaus regelmäßig Kurse in Orgelliteraturspiel und Improvisation. Etwa 100 eingespielte CDs, diverse Preise, seine Kompositions- und internationale Konzerttätigkeit (Konzertreisen u. a. nach Japan, Norwegen, Litauen, Polen, Dänemark) sind weitere Facetten seines Schaffens. Die größte deutsche Orgelzeitschrift Organ kürte ihn 2010 in Anerkennung seiner CD-Einspielung Alt-Hamburgischer Organistenspiegel zum „Performer of the Year“ (Künstler des Jahres).
Im Juni 2014 wurde Jens Wollenschläger Erster Organist an der Tübinger Stiftskirche und Professor für Künstlerisches und Liturgisches Orgelspiel an der Evangelischen Hochschule für Kirchenmusik Tübingen. Seit März 2015 ist er zudem Prorektor der Hochschule. Von März 2019 bis Februar 2020 war er darüber hinaus kommissarischer Rektor der Hochschule.
Ab dem Sommersemester 2025 vertritt er bis zur Wiederbesetzung zusätzlich die Professur für Kirchenmusik / Künstlerisches Orgelspiel an der Hochschule für Musik der Johannes-Gutenberg-Universität Mainz.

## Diskographie (Auswahl)
- Alt-Hamburgischer Organistenspiegel. Hamburger Orgelmusik des 16.–18. Jahrhunderts mit Werken von Georg Böhm, der Hamburger Familie Praetorius, Heinrich Scheidemann, Matthias Weckmann u. a. (Arp-Schnitger-Orgel (1693) Hauptkirche St. Jacobi Hamburg), organ/IFO 2010.
- Franz von Suppè: Missa dalmatica für Männerchor und Orgel. Lords of the Chords; Jens Wollenschläger, Orgel. Carus 2011.
- Milen Haralambov & Jens Wollenschläger – Trompete und Orgel. Werke von César Franck, Edvard Grieg, Richard Wagner und Eugène Bozza (Goll-Orgel Stadtkirche Nürtingen), Animato 2007
- „Marimba & Organ Melange“ - Werke von J. S. Bach, P. Creston, A. Ignatowicz-Glinska, K. Johannsen, M. Nägele und J. Wollenschläger; Katarzyna Mycka (Marimba) & Jens Wollenschläger (Orgel), SWR2/Mons Records 2023
- „In weiter Ferne...“ - Edvard Grieg: Haugtussa op. 67, David Monrad Johansen: Syv Sanger op. 6; Martje Vande Ginste (Sopran), Jens Wollenschläger (Klavier), Tirando 2023

## Bibliographie (Auswahl)
- „Von Praetorianischer Ernsthafftigkeit und Scheidemannischer Lieblichkeit“, Organ, 3/2010, S. 16–23.
- Chronik einer Tonträger-Produktion, Organ, 3/2010, S. 4–12.
- „Wie schön leuchtet der Morgenstern“ – Musikalisches aus der Tübinger Stiftskirche, 1945–2015 Festschrift 70 Jahre Hochschule für Kirchenmusik Tübingen, S. 39/40
- Harry Holzwurm und die Königin – eine Orgelreise für Kinder, 2012
- „Erfrischend facettenreich“ - Zur Interpretation von Dieterich Buxtehudes Praeludium in C BuxWV 137, 2020, Organ - Journal für die Orgel 4/2020, S. 46ff.

## Kompositionen (Auswahl)
- Impressionen für Streichorchester, 1995
- Choralmotette „Wer nur den lieben Gott lässt walten“ für vierstimmigen Chor und Orgel, 1997
- „Die Nacht ist vorgedrungen“ für Chor und Orgel, 2007
- „Die Gnade ist des Höchsten Ehr“, Lied zum Reformationsjubiläum 2017, 2015
- „Unsere Kernlieder“ Choralvorspiele und Begleitsätze zum Evangelischen Gesangbuch für Orgel, Strube 2015
  - EG 65 Von guten Mächten treu und still umgeben
  - EG 103 Gelobt sei Gott im höchsten Thron
  - EG 362 Ein feste Burg ist unser Gott
  - EG 432 Gott gab uns Atem, damit wir leben
  - EG 483 Herr, bleibe bei uns
  - EG 511 Weißt du, wie viel Sternlein stehen
- ijr ha'kodesch jeruschalajim (Die heilige Stadt Jerusalem) für Orgel, Strube 2016
- „Die Wochenlieder zum EG - Choralvorspiele für Orgel“ (in 2 Bänden), Carus 2019
  - EG 110 Die ganze Welt, Herr Jesu Christ
  - EG 196 Herr, für dein Wort sei hoch gepreist
  - EG 225 Komm, sag es allen weiter
  - EG 293 Lobt Gott den Herrn, ihr Heiden all
  - EG 324 Ich singe dir mit Herz und Mund
  - EG E.13 (597 Wü) In Christus gilt nicht Ost noch West
  - EG E.19 Ich sing dir mein Lied
  - EG E.27 Die Heiligen, uns weit voran
- Der Herr ist mein Hirte (Psalm 23) für Kinderchor, Marimba, Schlagwerk, Orgelpositiv und Kontrabass, Strube 2020 (auch als Fassung für Kinderchor und Orgel (Schlagwerk ad lib.) erhältlich)
- schwere los - Drei konzertante Impressionen für Marimba und Orgel, 2020/22
- Drei geistliche Lieder: (1) Der Herr segne dich (Kanon) (2) Die Völker wandeln im Dunkel der Zeit (Advent) (3) Ach, Golgatha (Passion), württembergische Liederwerkstatt 2024, Strube 2025